# Bataille de la Brossinière
Guerre de Cent Ans
Batailles
En 1423, la bataille dite de la Brossinière (commune de Bourgon, Mayenne), dite parfois la bataille de la Gravelle ou la « besoigne » de la Brossinière , oppose les armées anglaise et française, alors que la guerre de Cent Ans a repris depuis peu. Le 26 septembre 1423, John de la Pole, commandant les troupes anglaises qui avaient envahi la France, voyait son offensive brisée par les hobereaux faméliques du comte d'Aumale. 

## Situation
Jadis, le « chemin gravelais » ou « chemin du Roy » (mentionné en 1454), était une voie ancienne renommée, permettant d'aller « d'Anjou en Normandie ». Aujourd'hui le nom de ce lieu-dit est La Brécinière. Situé au sud de Bourgon et à l'est de La Chapelle-Erbrée (à l'intersection de la route D123 et de la D106) il n'existe malheureusement aucune trace visible, ni aucune pierre marquant l'endroit exact où furent enterrés tous les hommes tombés lors de cette bataille.

## Circonstances
La bataille d'Azincourt (1415) avait été « particulièrement meurtrière » pour la noblesse de la région. Après cette bataille, le régent anglais Jean de Lancastre, nanti des titres de duc d'Anjou et comte du Maine, ordonne une conquête systématique effectuée non sans résistance.
Lors de ce combat, en septembre 1423, la troupe anglaise commandée par John de la Pole, regagnant la Normandie après une expédition de pillage en Anjou et Maine, subit une écrasante défaite.

## John de la Pole
Au mois de septembre 1423, lord John de la Pole, frère du comte de Suffolk, était parti de Normandie avec 2 000 soldats et 800 archers pour faire une course au Maine et en Anjou. Il s'était emparé de Segré, y avait rassemblé un butin immense et un troupeau de 1 200 bœufs ou vaches ; puis il était reparti pour regagner le pays normand, emmenant des otages.

## Venger l'affront
La reine Yolande d'Aragon, belle-mère de Charles VII de France, qui était en sa ville d'Angers, eut, la première, la pensée de venger l'affront et le dommage causés à son comté, et elle fit prévenir le plus vaillant des partisans du malheureux roi de France, Ambroise de Loré, commandant depuis 1422 de la place forte de Sainte-Suzanne.
Celui-ci, sachant que le comte d'Aumale, Jean VIII d'Harcourt, gouverneur de la Touraine, de l'Anjou et du Maine, était alors à Tours et préparait une expédition en Normandie, lui dépêcha un messager avec une lettre. Le gouverneur vint en toute hâte à Laval, amenant les troupes qu'il avait déjà réunies, « et manda gens de toutes parts à ce qu'ils se rendissent vers lui ». La reine Yolande d'Aragon, ordonna de même à son chambellan Pierre Ier de Beauvau fort de 900 hommes (400 piétons et brigandiers accompagnés de 500 archers) de rejoindre la troupe du gouverneur.

## La préparation
Le plus prompt et le mieux accompagné fut Jean de la Haye, baron de Coulonces, dont on accepta les services malgré la disgrâce dans laquelle il était auprès du gouverneur, en lui enjoignant seulement de ne pas se présenter à lui. Toute cette concentration se fit très rapidement. Jean VIII d'Harcourt n'était arrivé à Laval que le vendredi 24 septembre. Il en repartit dès le samedi de grand matin, pour aller prendre position sur le chemin que devaient suivre les Anglais, envoyant des coureurs pour surveiller leur marche et le renseigner exactement.
Jean VIII d'Harcourt tint alors conseil avec Pierre d'Alençon, Guy de Laval-Loué, sire de Montjean, Louis de Trémigon, Ambroise de Loré, alors capitaine de Sainte-Suzanne, et Pierre Ier de Beauvau. Il leur apprit que les Anglais étaient à trois lieues de là et qu'ils passeraient, suivant le grand chemin qui longe la Bretagne, au lieu de la Brossinière, le lendemain matin dimanche. Chacun émit son opinion ; il fut conclu que le gouverneur, Pierre d'Alençon et Guy, se mettraient à pied et posteraient leurs hommes en bataille au lieu de la Brossinière ; pendant que Loré, Trémigon, auxquels on permettait de s'adjoindre Jean de la Haye, avec leurs deux cents lances, iraient à cheval « besongner sur iceux Anglois ainsi qu'ils verroient à faire ».

## Le combat
Il y avait deux heures que les troupes étaient rangées en bataille quand on vit les éclaireurs anglais qui donnaient la chasse aux batteurs d'estrade. Les cavaliers leur coururent sus et les forcèrent à se replier sur leurs corps de bataille, où ils mirent pied à terre.
Les Anglais marchaient bon train, piquant en terre de gros pieux, derrière lesquels ils pouvaient se retrancher au moment de l'attaque de la cavalerie. Les gens de pied les atteignaient de front ; le convoi de chariots et de troupeaux leur fermait l'issue par derrière ; malgré leur courage, ils ne purent résister longtemps. 
Ce fut une boucherie où périrent 1 200 à 1 400 hommes. Les autres, parmi lesquels John de la Pole, Thomas Aubourg et Thomas Cliffeton se rendirent. Il n'en échappa pas 120. De l'autre côté, on ne perdit qu'un seul chevalier, Jean Le Roux, et « peu d'autres ». 
André de Lohéac, futur maréchal de France, fut fait chevalier avec plusieurs de ses compagnons. Anne de Laval, sur les possessions de laquelle s'était donnée la bataille, fit enterrer les morts.

## La victoire
Cette victoire fut d'heureux augure pour le commencement du règne de Charles VII de France. Dans le pays, « la besoigne de la Brossinière » resta un souvenir glorieux.